# Greven (Westfalen)
Greven is een stad en gemeente in de Duitse deelstaat Noordrijn-Westfalen, gelegen in de Kreis Steinfurt. De gemeente telt 37.709 inwoners (31 december 2020) op een oppervlakte van 140,14 km².

## Stadsdelen
- Greven-stad, (in 2019 ca. 25.600 inwoners), waarvan het overgrote deel aan de oostoever van de Eems ligt; het station en de buurt daaromheen liggen echter aan de westzijde van die rivier.
- Reckenfeld, (in 2019 ca. 8.500 inwoners), 7 km  ten noordwesten van de stad
- Gimbte, (in 2019 ruim 900 inwoners), ten zuid-zuidoosten van de stad
- Schmedehausen, (in 2019 ca. 600 inwoners), 7 km ten oosten van de stad, aan de weg naar Ladbergen, waar deze het Dortmund-Eemskanaal kruist
- de gehuchten (Bauerschaften) Aldrup (bij de golflinks van de stad), Bockholt, Fuestrup, Guntrup, Hanseller Floth, Hembergen, Herbern, Hüttrup (bij het vliegveld), Maestrup, Pentrup, Schmedehausen, Westerode en Wentrup (in 2019 in totaal ruim 3.100 inwoners)

Totaal inwonertal, excl. tweede-woningbezitters: bijna 38.800 (bron: gemeente Greven, peildatum 31 december 2019). Het inwonertal volgens de gemeente is 3 % hoger dan dat volgens de officiële deelstaat-bevolkingsstatistiek. Dit heeft te maken met verschillen in registratie. De deelstaten moeten eigenlijk bepaalde extra informatie van de gemeentes opvragen om een juist cijfer te verkrijgen. Door privacywetgeving is dit echter verboden.

## Ligging, verkeer, vervoer
De stad ligt grotendeels in een door heide en kleine beekdalen gekenmerkt gebied aan de oostoever van de Eems, aan een oude noord-zuidroute van Rheine naar Münster. Het gebied, waar Greven ligt, wordt tot het Münsterland gerekend. Enkele heidegebieden en wetlands langs de Eems rondom Greven zijn tot natuurreservaat verklaard. De westelijke uitlopers van het Teutoburger Woud liggen ca. 22 km ten noordoosten van Greven.

### Buurgemeentes
Greven grenst aan: 
- Münster (over de Bundesstraße 219 is het 17 km zuidwaarts naar de Dom van Münster)
- Telgte (20 km zuidoostwaarts)
- Saerbeck (8 km noord-noordoostwaarts)
- Nordwalde (van het station 9 km westwaarts)
- Ladbergen (12 km oost-noordoostwaarts)
- Altenberge (14 km west-zuidwestwaarts)
- Emsdetten (centrum 11 km noordwaarts)
- Borghorst, gem. Steinfurt ligt hemelsbreed 10 km ten westen van stadsdeel Reckenfeld, maar over de weg is de afstand voor fietsers en automobilisten  wel 18 km, omdat men via  Nordwalde om moet rijden.

### Vliegverkeer
Flughafen Münster-Osnabrück ligt in het noordoosten van de gemeente, ca. 8 km van het centrum, in de richting van Ladbergen.

### Wegverkeer
Langs de zuidoostrand van Greven loopt de Autobahn A1 Bremen - Ruhrgebied,  (met bij de stad afrit 76, en noordoostelijker bij het vliegveld afrit 75).
De stad ligt aan de Bundesstraße 481 naar Emsdetten.  Een belangrijke zijweg oostwaarts leidt langs de Flughafen Münster/Osnabrück (7 km) bij Ladbergen, dat nog enkele kilometers verder oostwaarts ligt. De weg komt daar op de Bundesstraße 475 uit.
In Greven kruist de B 481 de Bundesstraße 219 Ibbenbüren- Münster. Deze loopt noordwaarts door naar de afrit nr. 11 van de Autobahn A30 (ca. 20 km) en 2 km verder naar Ibbenbüren.

### Waterwegen
Greven ligt  aan beide zijden (maar voor het grootste deel aan de oostoever) van de rivier de Eems. Deze is alleen voor plezierboten, inclusief kleine motorjachten, bevaarbaar.  Stroomafwaarts van Greven konden tot ca. 1900 ook (zeer) kleine vrachtschepen de Eems bevaren, maar na de opening van het  Dortmund-Eemskanaal is dit deel van de rivier geleidelijk voor de beroepsvaart gesloten. Er worden nu vooral kanotochten en -wedstrijden op de Eems gehouden.
Op 4 km ten zuidoosten van het bij Greven behorende dorp Gimbte, precies op de gemeentegrens Greven-Münster,  kruist de Eems bij het gehucht Fuestrup het Dortmund-Eemskanaal (DEK). Op deze locatie, die ook minder dan 10 km van de stad Münster ligt, is een  jachthaven aan de Eems en binnenhaven aan het DEK, die tot 2026 vooral voor waterstaatkundige werken gebruikt wordt. De in 1939 voor het laatst vernieuwde zgn. Kanalüberführung Gelmer, een aquaduct over de Eems heen, waardoorheen het DEK loopt, is in 2019 door een nieuwe vervangen. De afbouw zal tot 2026 duren. Het is de bedoeling, dat het scheepvaartverkeer op het  DEK in de loop van 2021 normaal hervat kan worden.
Ten noorden van Greven mondt een aan natuurschoon rijke beek met de naam Glane (stroomopwaarts heeft hij diverse andere namen) van het zuidoosten uit in de Eems.

### Openbaar vervoer
Greven en Reckenfeld hebben beide een spoorwegstation aan de spoorlijn van Rheine naar Münster. Alleen de stoptreinen tussen die steden stoppen er (1 x per uur). Greven heeft verder een stadsbus naar Reckenfeld v.v. (de enige bus die ook op zaterdagochtend rijdt) en enige scholierenbusverbindingen met plaatsen in de omgeving.

## Economie
Na de ondergang van het grootste deel van de textielnijverheid in de stad werd al snel een aantal bedrijven gevonden, die de braakliggende industrieterreinen gingen bezetten. Anders dan in het naburige Emsdetten waren dat vooral transport-, opslag- en andere logistieke bedrijven en bedrijfsafdelingen. Het grootste van deze bedrijven draagt de naam Fiege Logistik. Een modern bedrijventerrein, vooral gericht op de logistieke sector, is ontwikkeld tussen de luchthaven en de A 1.
Binnen de dienstensector is het stedelijke ziekenhuis, een nevenlocatie van een rooms-katholiek ziekenhuis te Münster, als werkgever van economisch belang.
Van ondergeschikt belang, maar niet geheel te verwaarlozen, zijn de landbouw (intensieve veehouderij en verbouw van voedermais)  en het toerisme (o.a. fiets- en paardrijtochten).
Daarnaast is er sinds ca. 2000 een groeiende behoefte van mensen, die in de stad Münster werken, om in Greven te gaan wonen. Dat heeft in de stad in de periode 2000-2018 tot een woningtekort geleid, maar ook tot extra werkgelegenheid bij bouwbedrijven in Greven.

## Geschiedenis
Greven is, blijkens archeologische vondsten ter plaatse, al sinds de Midden-Steentijd af en toe door mensen bewoond geweest. In 793 stichtte Liudger er ter bekering van de hier wonende Saksen de eerste aan Sint-Maarten gewijde kerk. De plaats wordt voor het eerst in een document vermeld, onder de naam „Grevaon“, rond het jaar 900.  Omdat de Eems altijd al bovenstrooms van de plaats niet bevaarbaar was, en benedenstrooms wel, ontwikkelde zich hier reeds in de Vroege Middeleeuwen  een handelsnederzetting. Sinds 1200 had Greven marktrecht (aanvankelijk niet wekelijks, maar slechts een jaarmarkt) en werd dus een vlek. In de 13e eeuw bouwde een plaatselijke roofridder een burcht, die een eeuw later verwoest werd en vervangen door een Schöneflieth geheten kasteel, waar een ridder namens het Prinsbisdom Münster het dorp regeerde. Dit kasteel is in ieder geval voor 1803 gesloopt. 
Greven was van de middeleeuwen tot aan de Napoleontische tijd onder het gezag van het Prinsbisdom Münster.
Een zeer korte, maar ingrijpende onderbreking was er in 1589 of 1598. In de Tachtigjarige Oorlog beschouwde de Republiek der Verenigde Nederlanden de sterk uitgebreide scheepvaart op  de Eems stroomafwaarts van, en de haven en markt van Greven als ongewenste (katholieke, dus vijandelijke) concurrentie voor het calvinistische Holland. Staatse cavalerietroepen maakten aan de haven en de markt een tijdelijk einde, door deze tijdens een korte raid grondig te verwoesten. Greven werd in 1598 niet veroverd, maar de economische schade was groot en langdurig. Wel bleef Greven de Münstersen en het katholicisme trouw.
De overgrote meerderheid van de christenen in de stad is door de Münsterse machtsuitoefening  steeds rooms-katholiek gebleven. De 17e eeuw was voor Greven een rampzalige tijd. De Dertigjarige Oorlog (1618-1648) teisterde het dorp zeer zwaar met meerdere brandstichtingen en plunder- en moordpartijen; daarna waren er ook nog verscheidene pestepidemieën, misoogsten en grote branden. Greven bestond van origine uit twee dorpen, Greven links der Ems en Greven rechts der Ems, met elkaar verbonden door een pontveerdienst; pas in 1950 werd aan Greven het recht verleend, zich stad te noemen.
In de 18e eeuw kwam de textielnijverheid, aanvankelijk in de vorm van huisnijverheid, op. In 1855 begon deze bedrijfstak een industrie te worden: de eerste katoenspinnerij werd opgericht. De industrie in het dorp werd bevorderd door de aansluiting op het spoorwegnet en door de opening van het DEK in 1899.
Zoals overal in het Münsterland, werden ook in Greven in de Tweede Wereldoorlog veel mensen uit de door het Derde Rijk bezette landen, als dwangarbeid(st)er tewerk gesteld. Vooral Polen en Russen, die dit lot trof, werden vaak onmenselijk behandeld; velen stierven door mishandeling, uitputting en/of ondervoeding. Het aantal van de in Greven tewerkgestelde dwangarbeiders  wordt geschat op 1.700. Kleine ongehoorzaamheden door deze slaven werden door de Gestapo al meedogenloos zwaar gestraft. Op de heuvel Bockholter Berge bij Gimbte vonden in dit kader enige malen openbare executies door middel van ophanging plaats. Op 8 februari 1945 liep Greven schade op door een geallieerd luchtbombardement, waarbij ook 10 doden vielen.
Na een overstroming van de Eems in 1946 werden tussen 1950 en 1955 polders en dijken langs de rivier aangelegd. Het nieuw gewonnen land werd een nieuwe woonwijk voor het in 1950 officieel stad geworden Greven. De grote katoenspinnerij sloot als laatste textielfabriek van Greven haar poorten in 1993. De gebouwen bleven deels behouden en zijn nu een cultureel centrum, annex volkshogeschool en muziekschool.
Bij stadsvernieuwing tussen 1976 en 1988 gingen enige oude huizen verloren. Winstpunt was, dat de grootste winkelstraat autovrij werd. Veel gebouwen op de plaatselijke monumentenlijst zijn villa's, gebouwd voor fabrieksdirecteuren en andere notabelen, met bouwjaar tussen 1895 en 1910.

### Reckenfeld
Reckenfeld ontstond na de Eerste Wereldoorlog uit vier munitiedepots (Blocks) A, B, C en D, die op grond van het Verdrag van Versailles ontruimd moesten worden. Er stonden oorspronkelijk vier groepen van in totaal ruim 200 degelijk gebouwde munitieloodsen, met daartussenin korte spoorlijnen voor de aan- en afvoer, en enige andere dienstgebouwen. De Duitse regering vernietigde de munitie, maar richtte voor de gebouwen en spoorrails een ijzerhandel op, die de gebouwen tot wooncomplexen en de spoorlijntjes tot verharde wegen ombouwde. Zo ontwikkelde zich het huidige dorp, dat overigens na de Tweede Wereldoorlog nog voor korte tijd  voor de helft door de Britse bezettingstroepen geconfisqueerd werd om er vluchtelingen uit Polen (displaced persons) onder te brengen. De ligging van de vier oorspronkelijke munitiedepots is op luchtfoto's van Reckenfeld nog altijd herkenbaar.

## Bezienswaardigheden, toerisme, natuurschoon
- In het dorpje Pentrup aan de Eems , 4 à 5 km ten noorden van de stad, waar tussen 600 en 800 echt Saksen hebben geleefd, is een oude Saksische boerderij uit de tijd van voor Karel de Grote nagebouwd aan de hand van de resultaten van archeologisch onderzoek in  Münster-Gittrup (zandwinningsgroeve). Helaas is dit kleine openluchtmuseum Sachsenhof in 2016 door vandalen in brand gestoken, maar daarna hersteld. Ter plaatse vinden regelmatig activiteiten plaats voor de jeugd in het kader van het geschiedenisonderwijs van de lagere en middelbare scholen.
- De rooms-katholieke St. Martinuskerk, in haar huidige vorm daterend uit de 15e eeuw; het grootste deel van de toren is 12e-eeuws. De kerk is in 1892 in neogotische stijl ingrijpend gerenoveerd.
- Ketelhuis en balenpakhuis van de vroegere katoenspinnerij, in gebruik als cultureel centrum; een nabijgelegen 19e-eeuws torentje aan de Kirchstraße is een expositieruimte voor jonge, talentvolle kunstenaars uit de regio. Een echt museum heeft de stad verder niet.
- De stad ligt in het Münsterland, wat inhoudt, dat er voorzieningen voor fietstoeristen zijn, o.a. uitgezette , vaak meerdaagse, fietsroutes
- Kanovaren op de Eems, zowel recreatief als ook als wedstrijdsport
- De, door zandwinning voor de aanleg van de A1 ontstane, visrijke plas Franz-Felix-See langs de A1 enige km ten zuiden van de luchthaven (officieel is alleen hengelen in en wandelen rondom de plas toegestaan)
- Wandelbos met heuveltje Wentruper Berge, noordelijk van het centrum, aan de Eems
- De uit 1898 daterende, als industrieel erfgoed onder monumentenzorg staande, aquaductbrug met de bijnaam Kaiserbrücke over de Eems, op de gemeentegrens met Münster, ligt dichtbij de zgn. Alte Fahrt, een stuk van de oude bedding van het DEK. Deze oude bedding liep vroeger over de brug heen. Ter plaatse is een nieuw natuurgebied in ontwikkeling.
- In Gimbte is de rooms-katholieke Johannes-de-Doperkerk bezienswaardig. Ze is tussen 1836 en 1846 gebouwd. De toren is 12e-eeuws. Het interieur is deels 17e- en 18e-eeuws (barok).

## Afbeeldingen

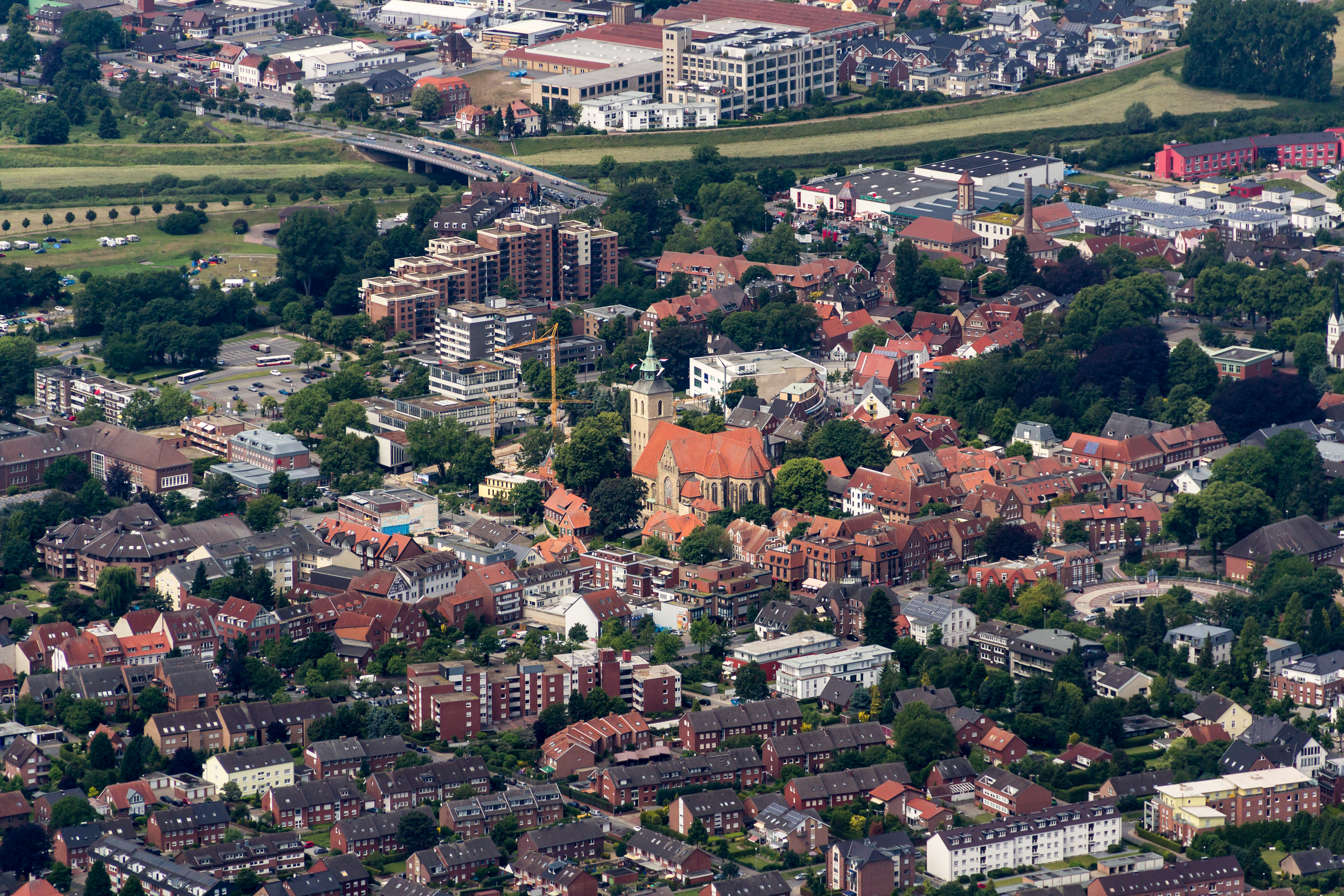
Centrum met Martinuskerk, op de achtergrond de Eemsbrug
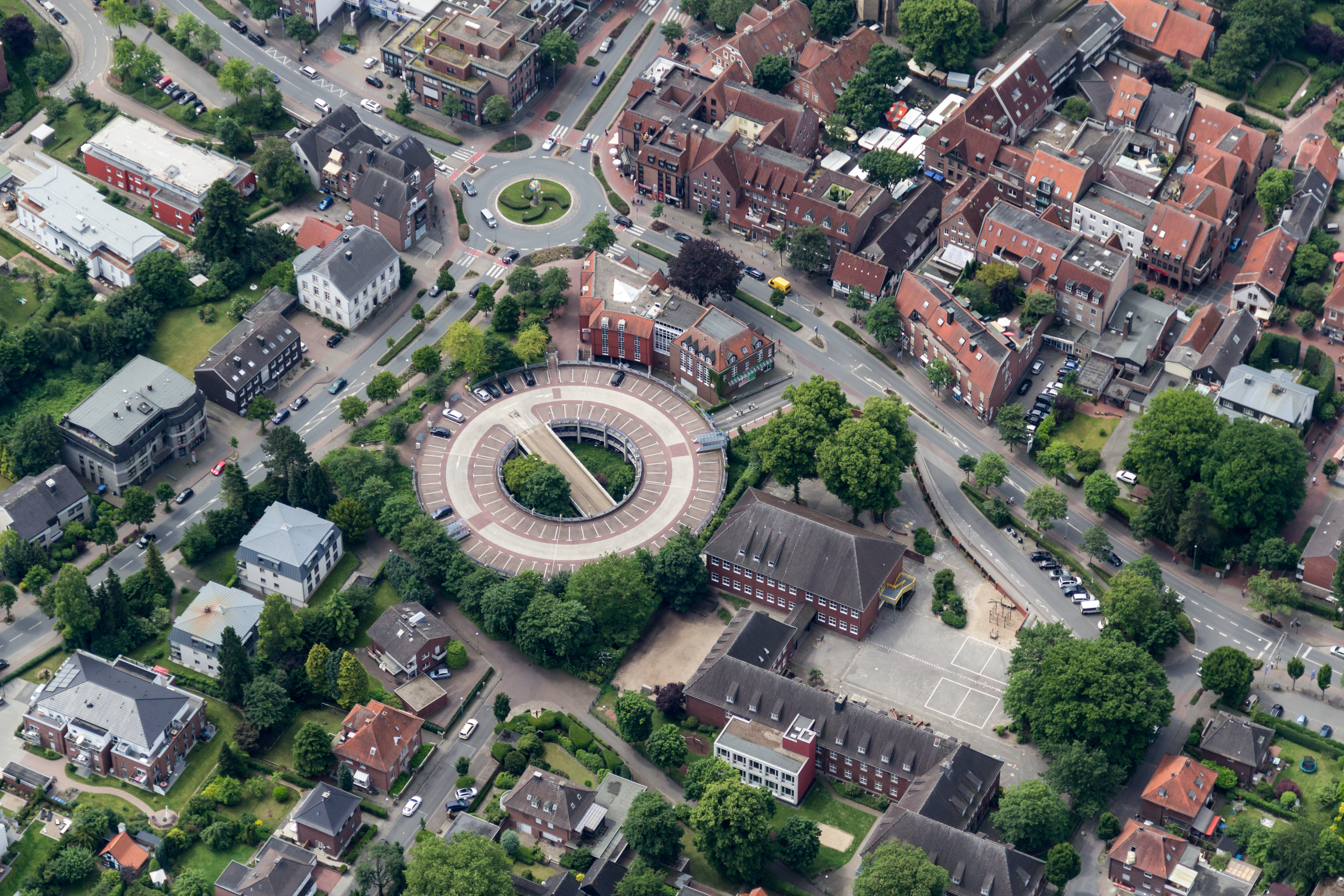
Opvallende parkeergarage aan de oostkant van de binnenstad Völkerballkreisel
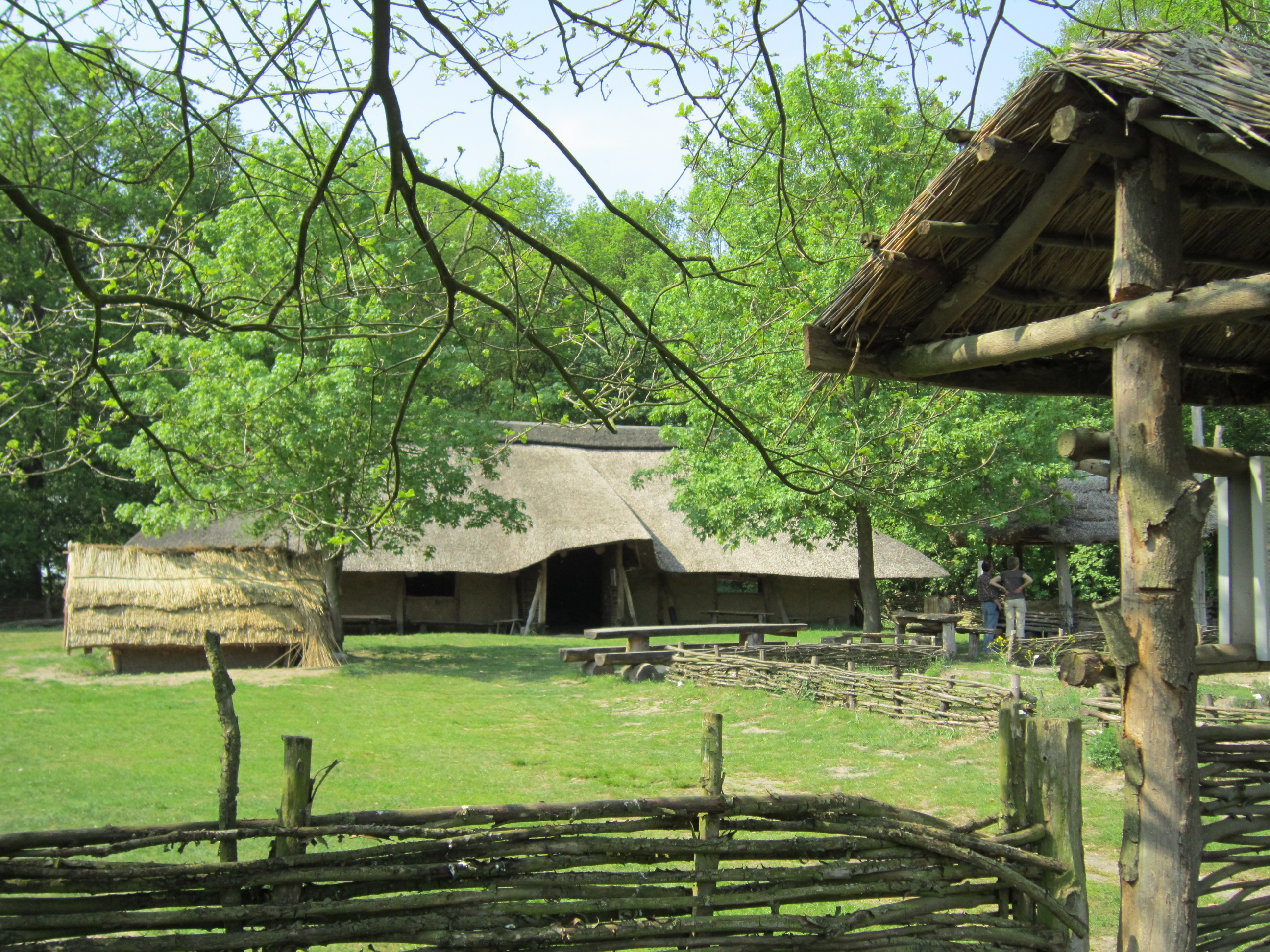
Sachsenhof voor de brandstichting in 2016
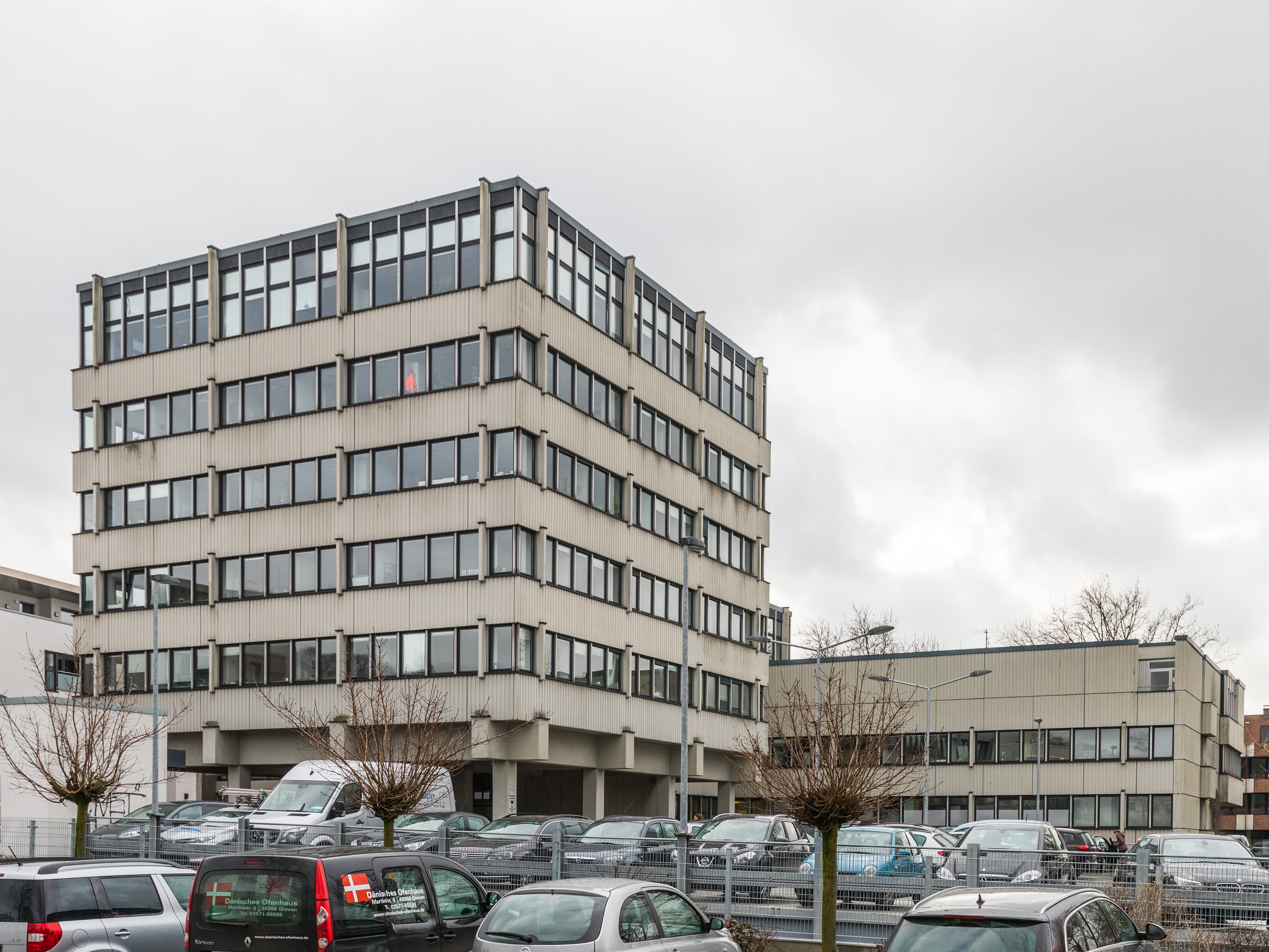
Gemeentehuis (1973)
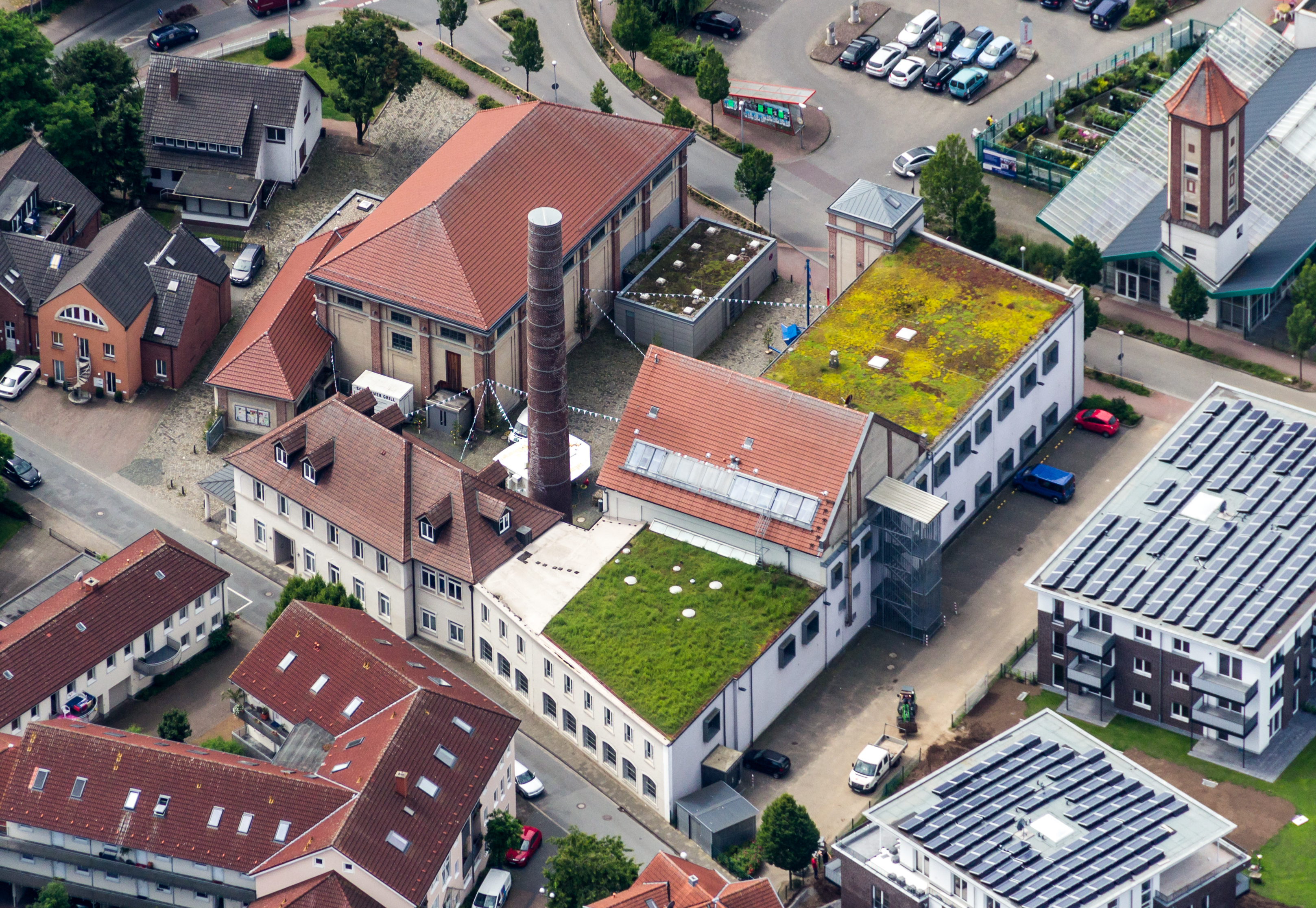
Ketelhuis en Balenpakhuis (cultureel en educatief centrum)
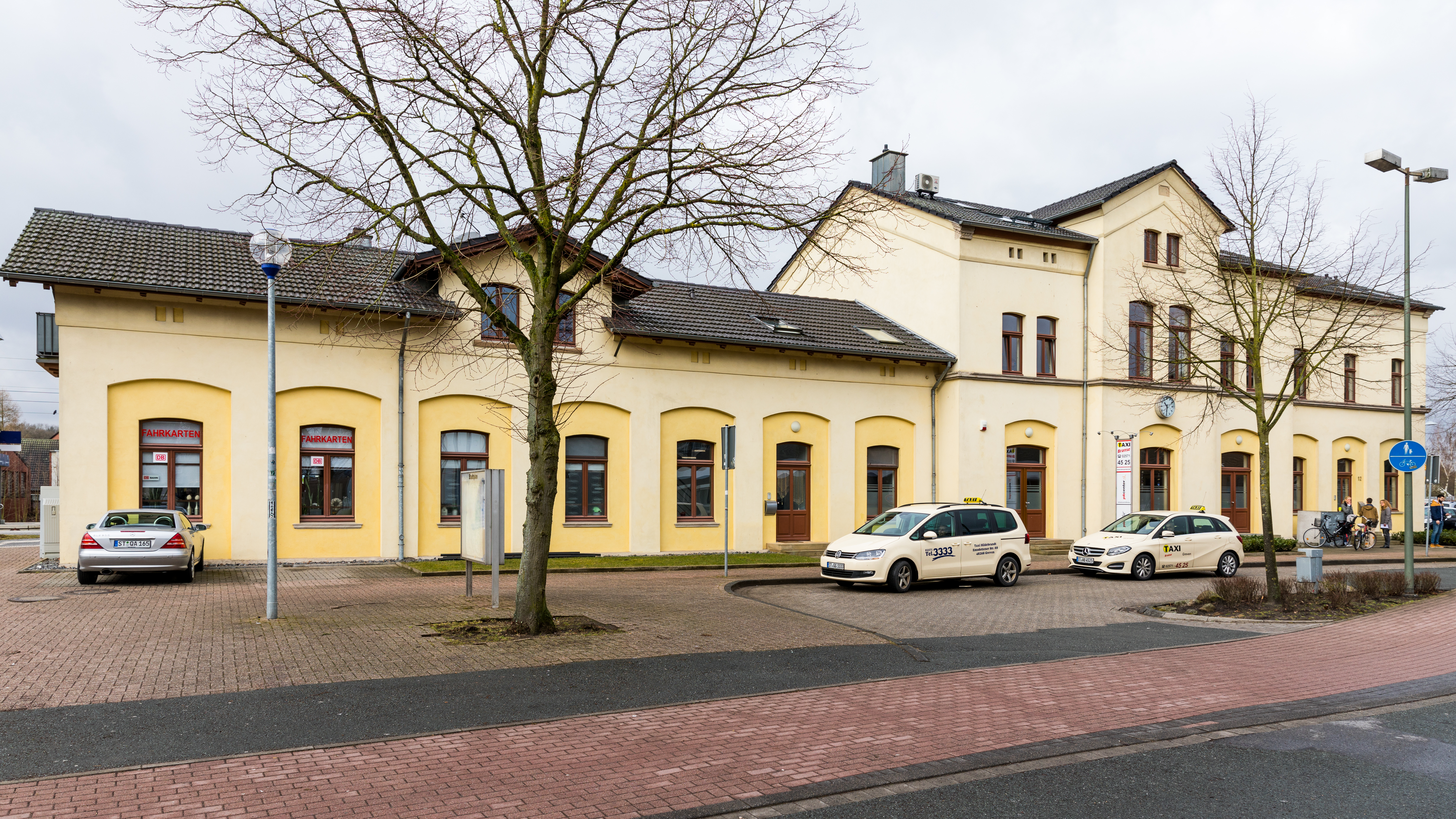
Station
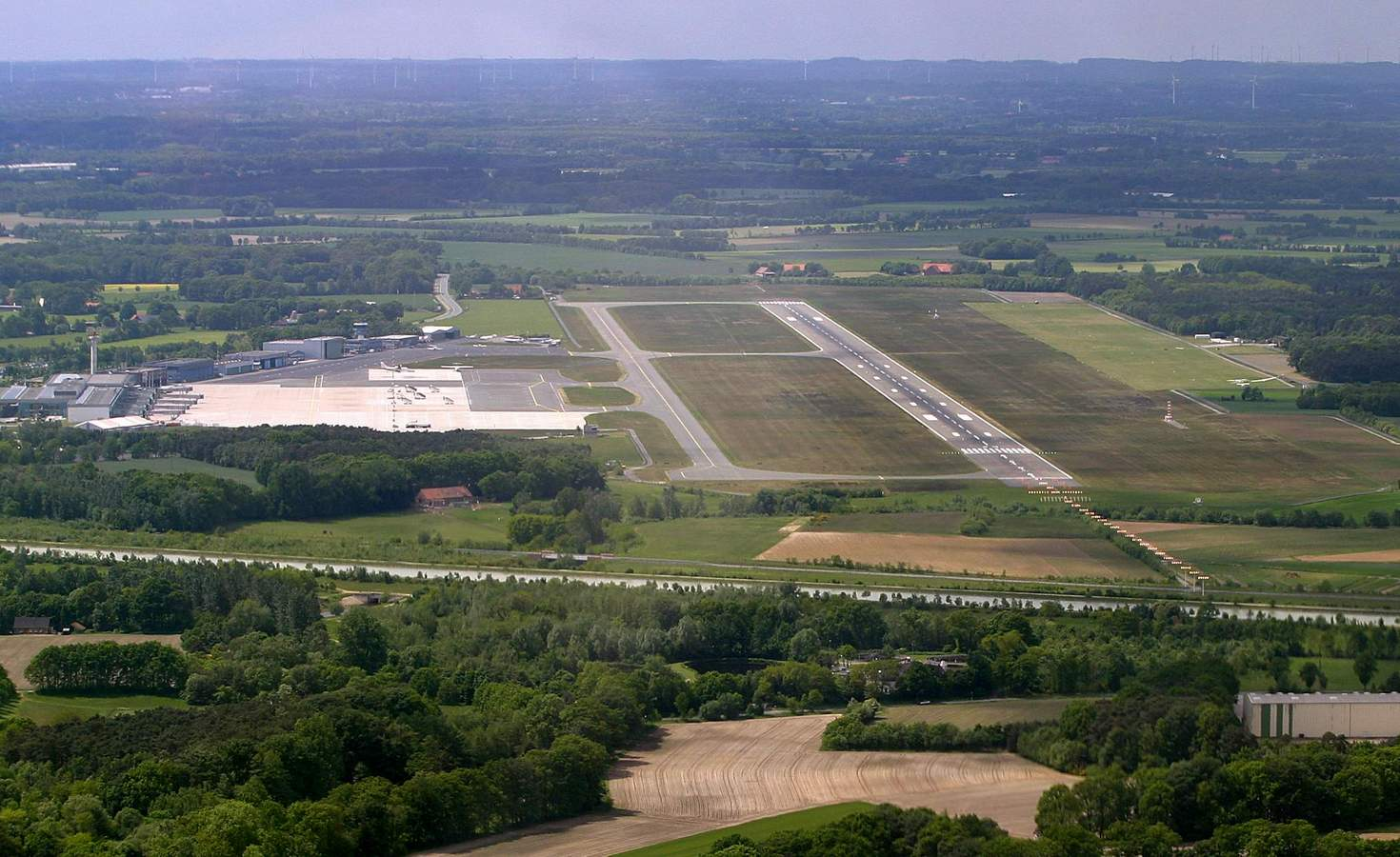
Luchthaven Münster-Osnabrück
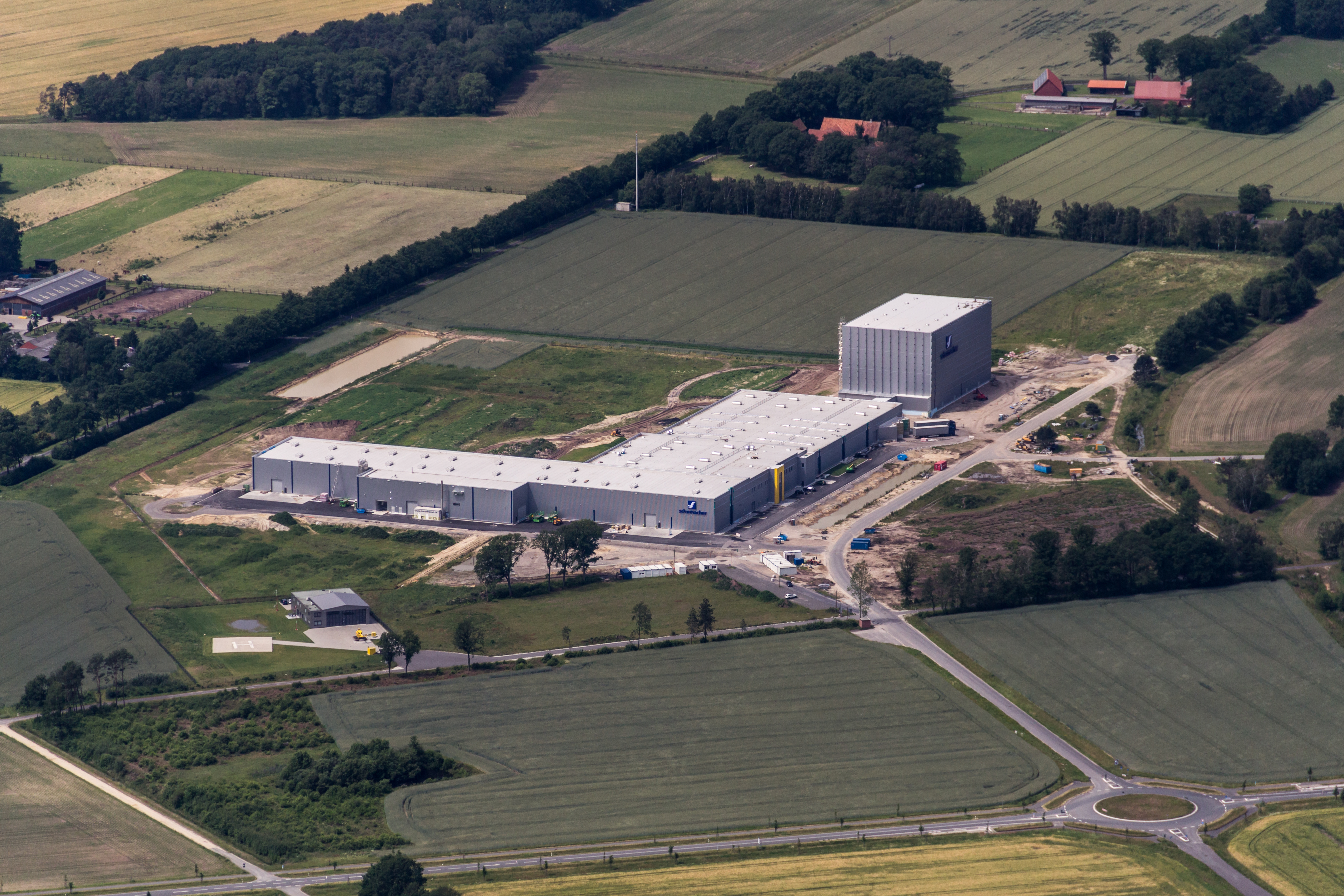
Het nieuwe bedrijventerrein naast de luchthaven
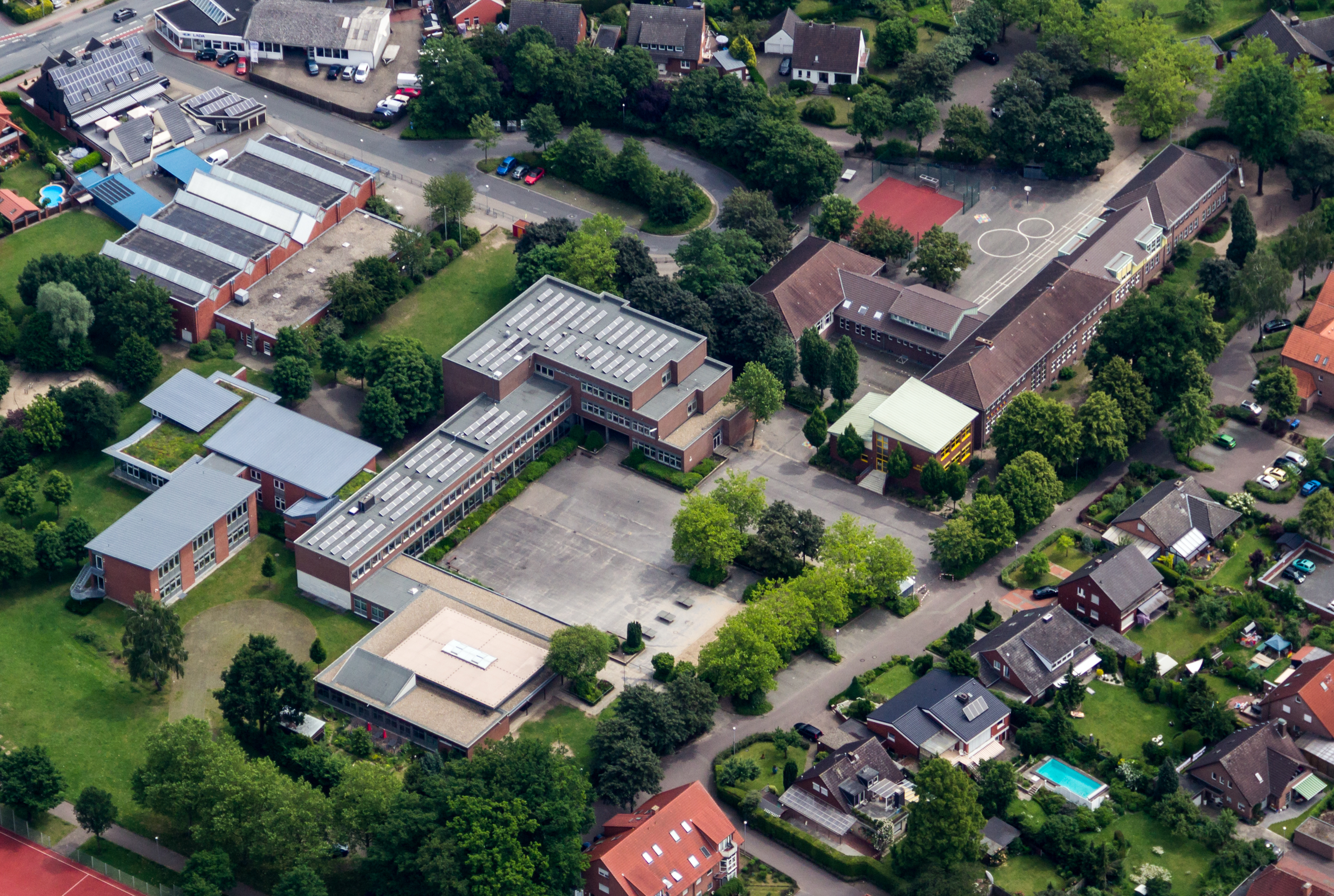
Anne-Frankschool (te vergelijken met een Nederlandse HAVO)
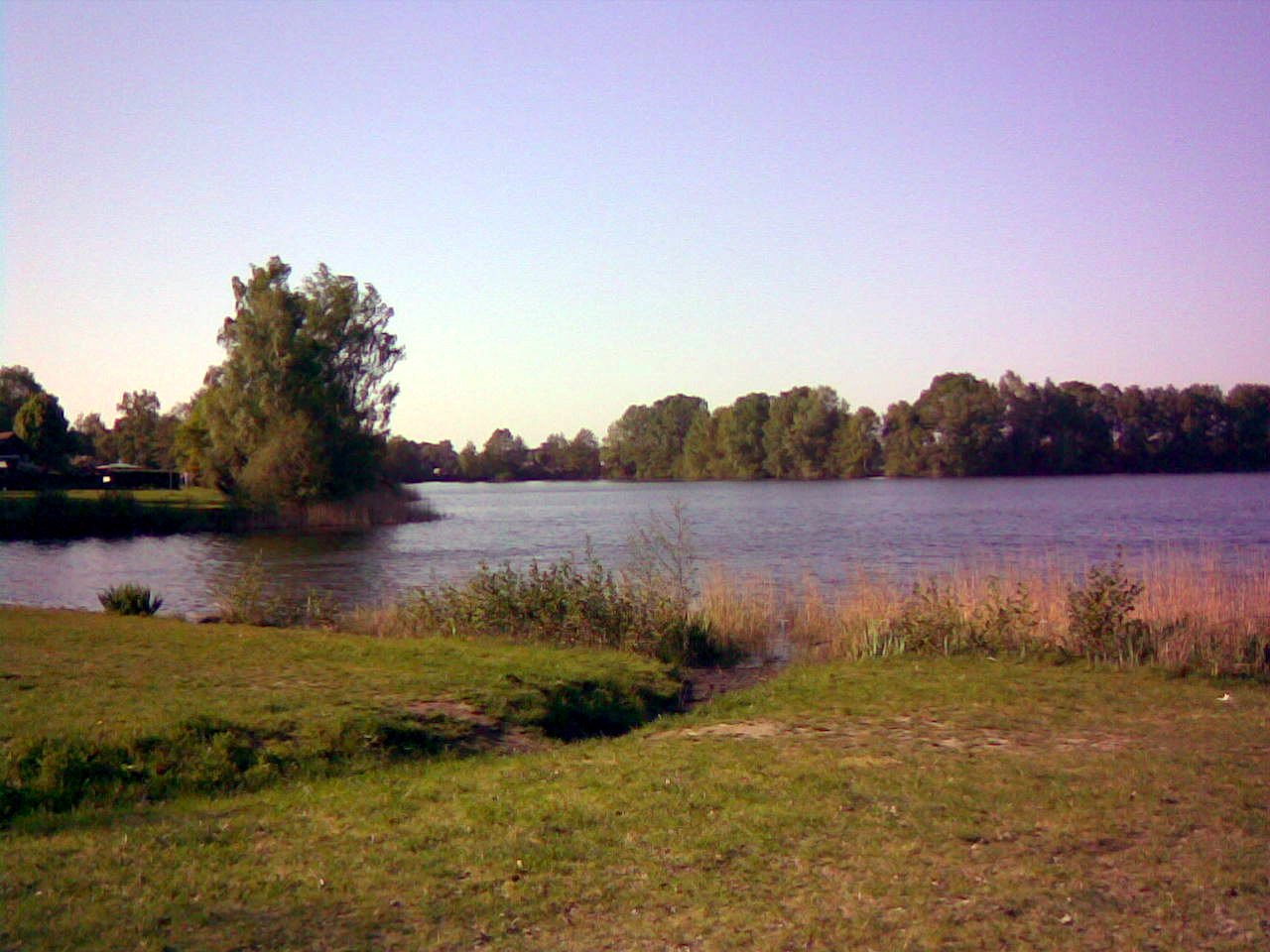
De plas Franz-Felix-See
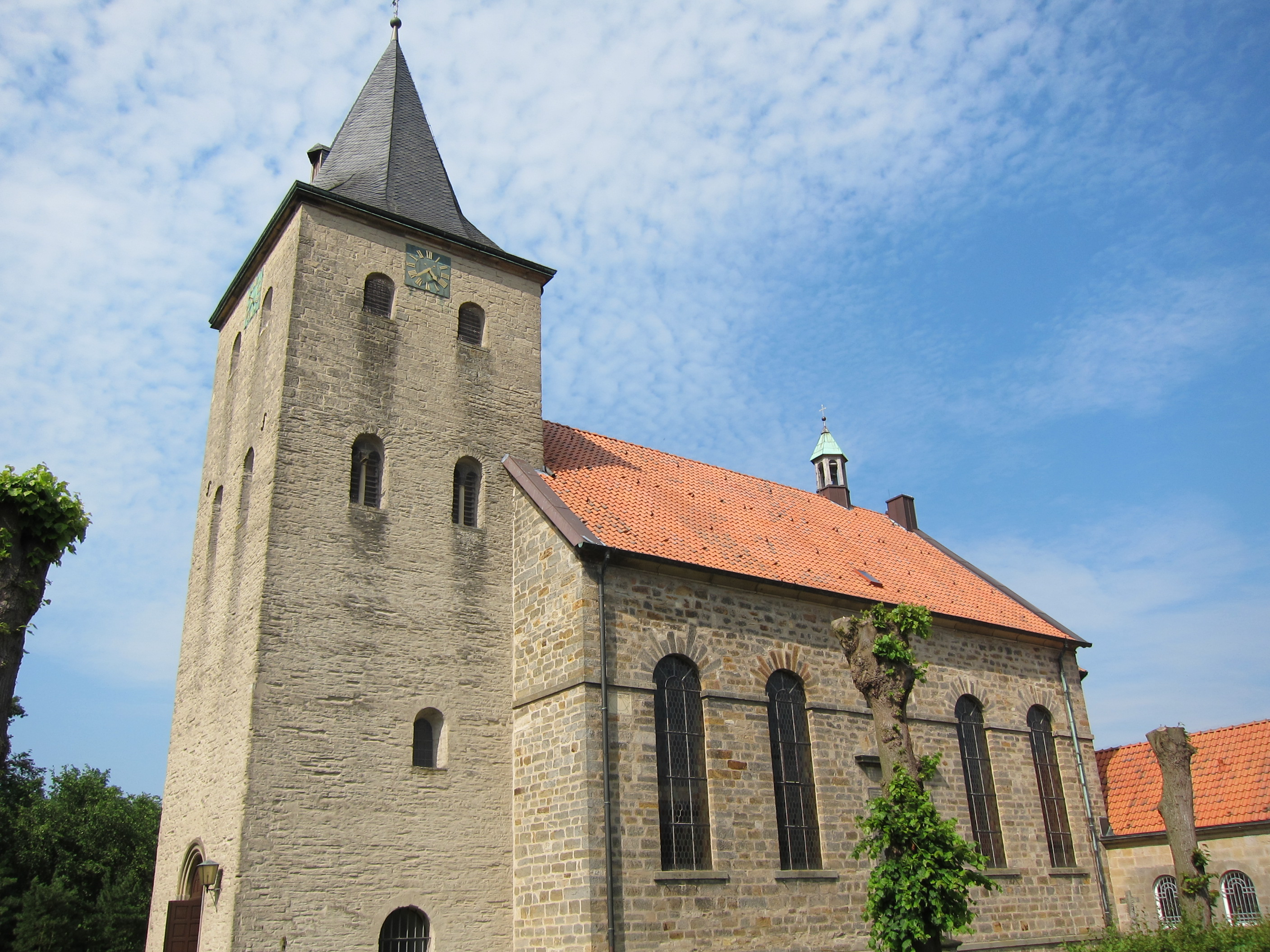
Gimbte, Johannes-de-Doperkerk
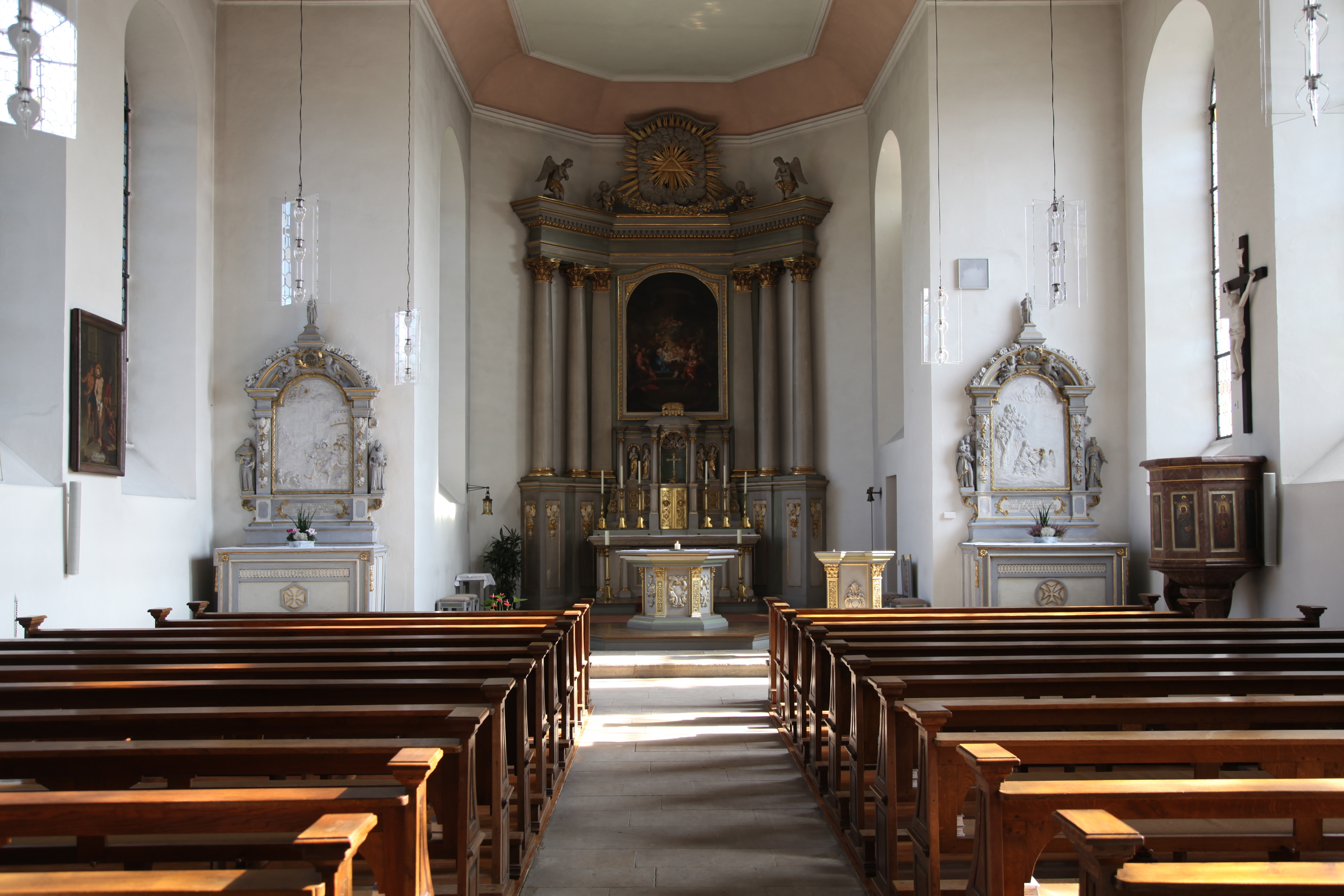
Gimbte, interieur Johannes-de-Doperkerk
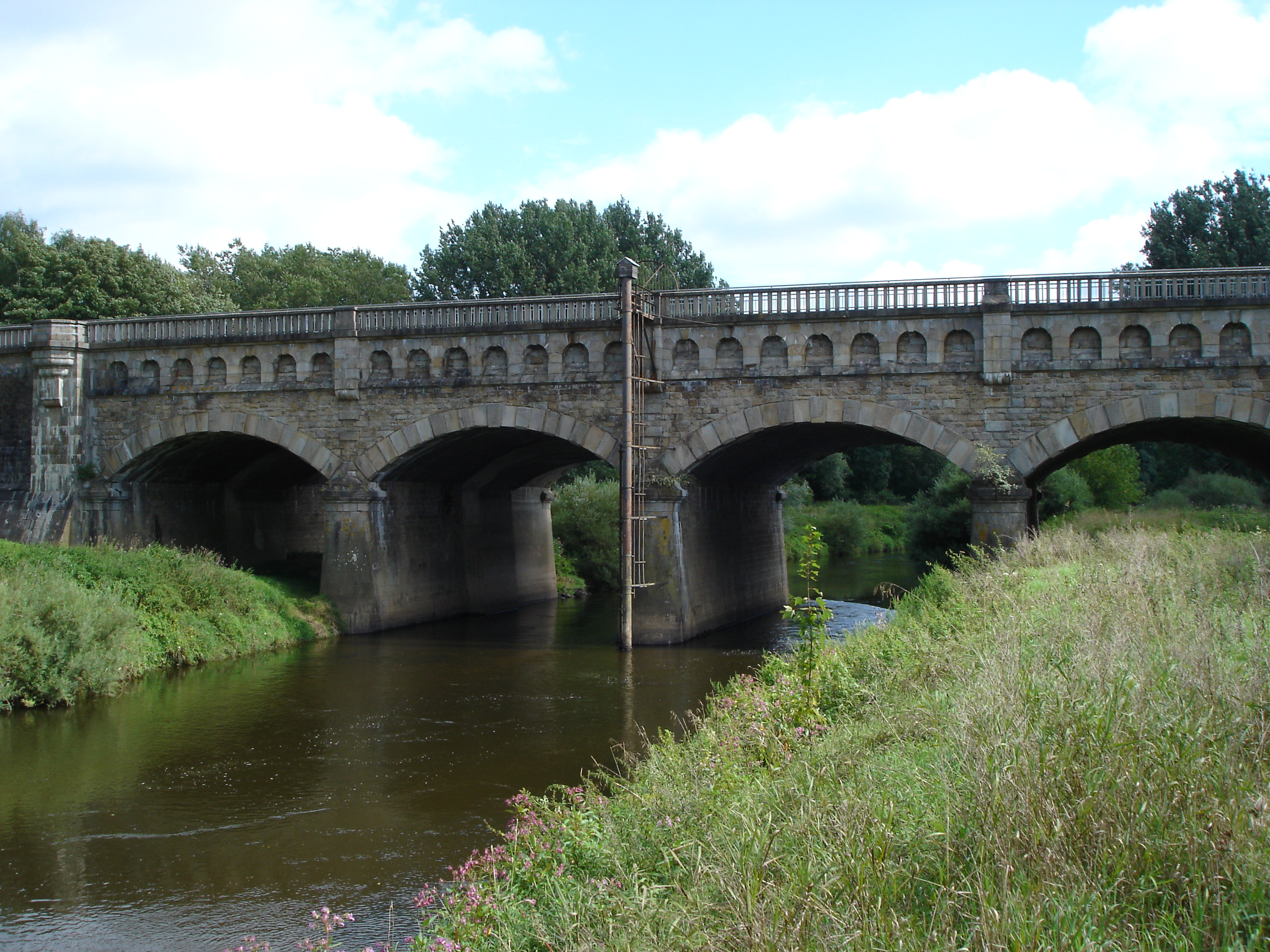
Oud kanaalviaduct (noordzijde) DEK-Eems
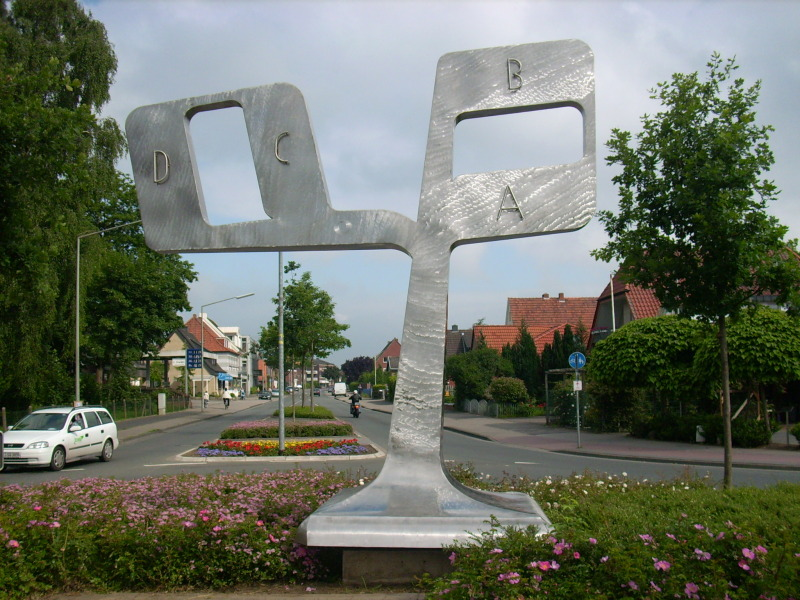
Reckenfeld, sculptuur op een rotonde die schematisch het ontstaan van het dorp symboliseert

## Sport
In Greven is de paardensport in al zijn disciplines zeer populair. De vele ruitersportclubs in de gemeente hebben zelfs een initiatief ontwikkeld, om een paardrijroute voor gehandicapte ruiters en amazones te realiseren.

## Partnergemeentes
- Montargis, Frankrijk

## Belangrijke personen in relatie tot de gemeente

### Geboren
- Johann Christoph Biederlack (* 30 november 1773 in Greven; † 2 mei 1854 ibidem) Duits handelsondernemer (koloniale waren, textiel) en regionaal politicus; zijn nakomelingen stichtten met hun vaders aanzienlijke vermogen de grote katoenspinnerij in Greven
- Heinrich Ottenjann (1886–1961), oprichter van het Museumsdorf Cloppenburg

### Overigen
- Fritz Pölking (* 30 januari 1936 in Krefeld; † 16 juli 2007 in Münster) Duits natuurfotograaf, internationaal bekend als pionier op het gebied van ecologisch verantwoorde fotografie van vogels, woonde tot kort voor zijn dood vele jaren te Greven

Altenberge · Emsdetten · Greven · Hopsten · Hörstel · Horstmar · Ibbenbüren · Ladbergen · Laer · Lengerich · Lienen · Lotte · Metelen · Mettingen · Neuenkirchen · Nordwalde · Ochtrup · Recke · Rheine · Saerbeck · Steinfurt · Tecklenburg · Westerkappeln · Wettringen